# Benjamin Helm Bristow
Benjamin Helm Bristow (Elkton, 20 giugno 1832 – New York, 22 giugno 1896) è stato un politico, militare e magistrato statunitense ha ricoperto la carica di Segretario al tesoro degli Stati Uniti d'America sotto la presidenza di Ulysses S. Grant ed è stato il primo a ricoprire la carica di Avvocato generale degli Stati Uniti d'America..

## Biografia
Nato ad Elkton (Kentucky), figlio di Francis M. ed Emily E. (Helm) Bristow. Suo padre era deputato alla Camera dei rappresentanti degli Stati Uniti per il Kentucky per il Partito Whig ed un importante avvocato locale. Il giovane Benjamin studiò presso il Washington & Jefferson College di Washington in Pennsylvania dove entrò nel 1851, studiando legge sotto gli insegnamenti del padre e venne ammesso alla pratica forense nel 1853. Sia la forte posizione antischiavista che la fede politica Whig del padre ebbero su di lui un fortissimo impatto.

Il 21 novembre 1854 sposò Abbie S. Briscoe, dal quale ebbe due figli,  William e Nannie; il primo seguì le orme del padre intraprendendo la professione forense, presso lo studio newyorchese Bristow, Opdyke, & Willcox, Nannie sposò il 44º Governatore del Massachusetts Eben Sumner Draper. 
 Nel 1858 la famiglia si trasferì a Hopkinsville (Kentucky), dove Bristow esercitò la professione di avvocato fino alla scoppio della guerra civile. Fervente unionista, Bristow si arruolò tra le file del reggimento di fanteria 25th Kentucky Infantry Regiment e il 21 settembre 1861 venne promosso tenente colonnello. Partecipò rispettivamente alla battaglia di Fort Henry, alla battaglia di Fort Donelson e in ultimo alla battaglia di Shiloh, dove venne ferito.